# أنطونيو بيرميغو
أنطونيو بيرميغو هو محامي وقاضي وسياسي أرجنتيني، ولد في 2 فبراير 1853 في مدينة تشيفيلكوي في الأرجنتين، وتوفي في 19 أكتوبر 1929 في بوينس آيرس في الأرجنتين. نشط حزبياً في حزب الاستقلال الوطني. وقد انتخب عضو مجلس الشيوخ الأرجنتيني ‏ وانتخب عضو مجلس النواب في الأرجنتين ‏.